# I miserabili (film 1995)
I miserabili (Les misérables) è un film del 1995, diretto da Claude Lelouch, adattamento cinematografico del celeberrimo romanzo di Victor Hugo.

## Trama
Henri Fortin è un pugile semianalfabeta, che i suoi conoscenti hanno soprannominato Jean Valjean. Lasciato il ring, è sempre incuriosito da quel soprannome: facendo il camionista per una ditta di traslochi prende volentieri a bordo chiunque sia disposto a leggergli alcune pagine del romanzo "I Miserabili" di Victor Hugo che reca sempre con sé. Quando gli capita di accogliere sul camion André, Elise e Salomé Ziman (una famiglia di Ebrei - padre, madre e figlioletta - che intende rifugiarsi in Svizzera per sottrarsi al feroce antisemitismo dei nazisti) anche costoro gli leggono volentieri le pagine del suo romanzo preferito. Li fa scendere prima del posto di blocco; indica loro un passaggio attraverso la boscaglia per sottrarsi al controllo; li attende al di là del micidiale ostacolo, per proseguire. A un certo punto s'imbattono nell'indicazione di un collegio delle "Figlie del Sacro Cuore" e Fortin si offre di portarvi al sicuro la piccola Salomé, fingendo d'essere suo padre. Da quel momento Salomé sarà Cosette una dei protagonisti del celebre romanzo. 

## Riconoscimenti
- 1996 - Golden Globe
  - Miglior film straniero (Francia)
- 1996 - Premio César
  - Migliore attrice non protagonista a Annie Girardot
- 1996 - Premio BAFTA
  - Nomination Miglior film straniero (Francia)
- 1996 - Efebo d'oro